# Euploea nemertes
Euploea nemertes är en fjärilsart som beskrevs av Jacob Hübner 1806. Euploea nemertes ingår i släktet Euploea och familjen praktfjärilar. Inga underarter finns listade i Catalogue of Life.